# Horror punk
Horror punk (uneori numit horror rock) este un gen muzical care îmbină sunetul Gothic și punk rock cu imagistica morbidă sau violentă și versuri care adesea sunt influențate de filme horror sau science fiction B-movies. Genul este foarte asemănător cu deathrock, însă muzica horrorpunk tipic este mai agresivă și mai melodică decât deathrock-ul.

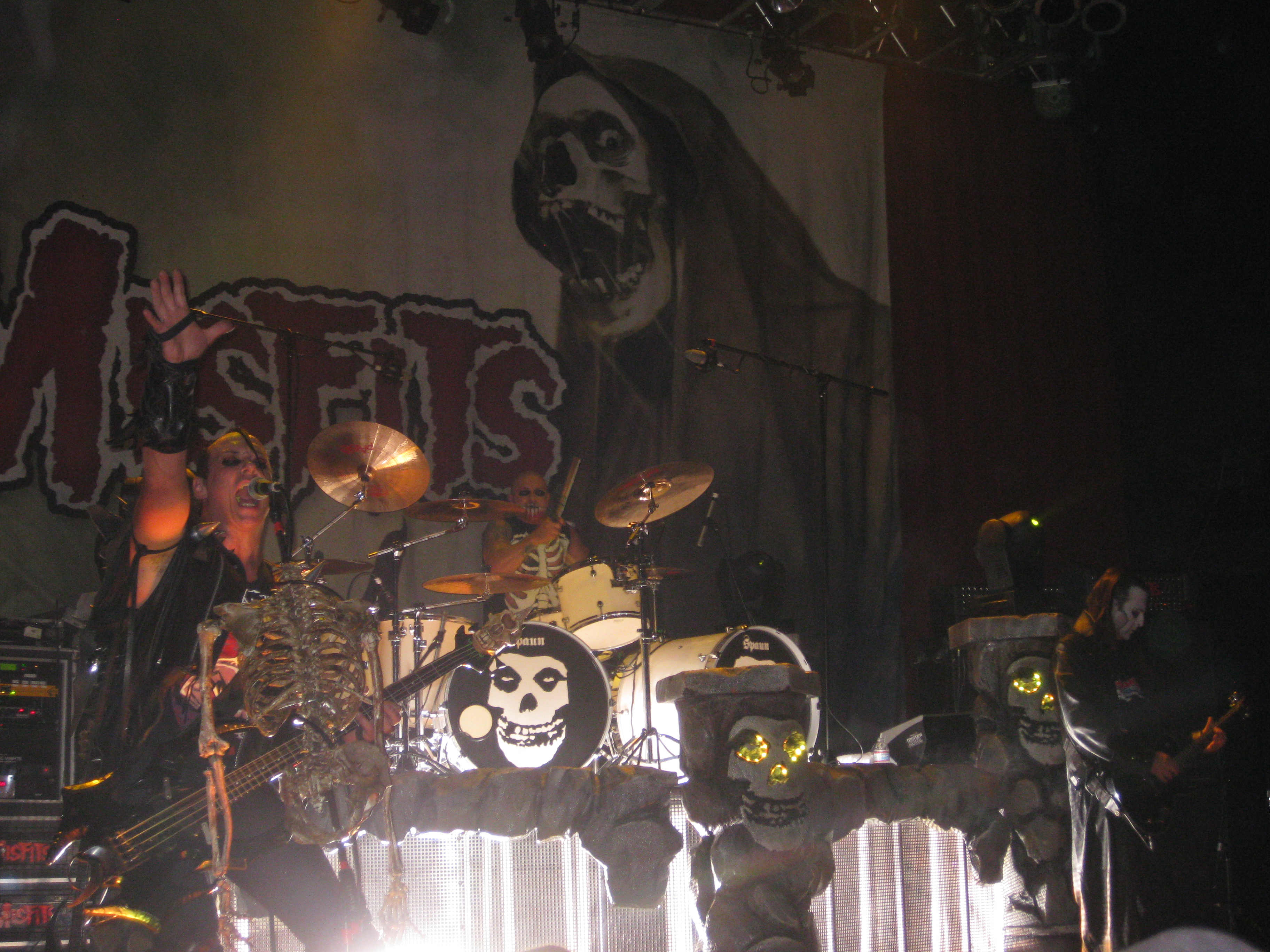
The Misfits

The Misfits sunt recunoscuți ca fiind precursorii horror punk-ului, lansând o serie de single-uri și EP-uri la începând cu anul 1977 până la primul lor album Walk Among Us în 1982.
Horror punk în general este apolitic în comparație cu alte subgenuri de punk rock, deși unele melodii fac referire la evenimente politice (de ex. piesa Misfits - "Bullet", care discută Asasinarea lui Kennedy), iar unii artiști ca Jack Grisham (de stânga) și Michale Graves (de dreapta) și-au expus propriile lor opinii politice.
Horror hardcore, un termen inventat de Dwid Hellion, referindu-se la hibrid de horror punk și hardcore punk. Albumul lui The Misfits din 1983 Earth A.D. a pus bazele acestui stil, iar formații ca Septic Death, The Banner, și Integrity au fost de asemenea categorisite în acest subgen. Puține trupe din subgenul post-hardcore în anumite periaoe au evoluat într-un stil asemănător cu horror punk, cum ar AFI, My Chemical Romance, Aiden, Vampires Everywhere! și Snow White's Poison Bite.

## Muzicieni notabili
- Balzac
- Blaster the Rocket Man
- Calabrese
- Die Monster Die
- Dr. Chud's X-Ward
- Frankenstein Drag Queens from Planet 13
- Flesh Roxon
- Gorgeous Frankenstein
- Gotham Road
- Graves
- Groovie Ghoulies
- Haunted Garage
- The Independents
- Michale Graves
- Misfits
- Mourning Noise
- The Moans
- Murderdolls
- Nightmare Sonata
- Nim Vind
- The Other
- One-Eyed Doll
- Samhain
- Schoolyard Heroes
- Screaming Dead
- Serpenteens
- Son of Sam
- The Undead
- Vampires Everywhere!
- Vampire Lovers
- Wednesday 13
- Zombina and The Skeletones